# Manjili, Kolar
Manjili là một làng thuộc tehsil Kolar, huyện Kolar, bang Karnataka, Ấn Độ.